# Vähäkyrö
Vähäkyrö este o fostă comună din Finlanda.